# Detlev Brüggemann
Detlev Brüggemann, teilweise auch fälschlicherweise Detlef Brüggemann geschrieben, (* 11. November 1939) ist ein ehemaliger deutscher Fußballtrainer und Sachbuchautor.

## Werdegang
Brüggemann machte seine ersten Schritte als Jugendtrainer ab 1962 bei Minden 05. 1969 wechselte er zum VfL Bochum, wo er parallel als Jugendtrainer und Trainerassistent der Wettkampfmannschaft von Hermann Eppenhoff tätig war. Mit dem seinerzeitigen Regionalligisten gewann er in der Spielzeit 1969/70 die West-Meisterschaft, in der Aufstiegsrunde zur Bundesliga reichte es hinter Kickers Offenbach jedoch nur zum zweiten Platz.
Später war Brüggemann bei Borussia Dortmund ebenso in der Jugendarbeit tätig. Nach dem Abstieg des Klubs in die Regionalliga unter Herbert Burdenski rückte er zeitweise zum Cheftrainer auf, wurde aber nach durchwachsenen Leistungen zu Beginn der Regionalliga-Spielzeit 1972/73 im Herbst durch seinen vormaligen Assistenten Max Michallek ersetzt, dem später im Saisonverlauf durch Dieter Kurrat als Spielertrainer unterstützt wurde. Anschließend war er für den Bonner SC tätig, den er in der drittklassigen Verbandsliga Mittelrhein betreute.
Im Sommer 1975 übernahm Brüggemann das Traineramt beim ehemaligen Bundesligisten Preußen Münster, der in der 2. Bundesliga antrat. Trotz eines 7:0-Erfolgs am 2. Spieltag der Zweitliga-Spielzeit 1975/76 gegen den Spandauer SV wurde er nach einer 0:1-Niederlage gegen den anschließenden Tabellenführer SG Union Solingen nach dem dritten Spieltag entlassen und interimistisch durch den Vereinspräsidenten Günter Wellerdieck ersetzt. Später kehrte er als Trainer in den drittklassigen Fußball zurück, ab 1976 betreute er zunächst Teutonia Lippstadt und ab 1977 die SpVgg Erkenschwick. Dort stand er während der Oberliga-Spielzeit 1979/80 lange Zeit an der Tabellenspitze und wurde während einer zwischenzeitlichen Schwächeperiode im April 1980 entlassen, unter seinem Nachfolger Klaus Quinkert gelang zum Saisonende der Zweitligaaufstieg.
Im Sommer 1980 heuerte Brüggemann beim Oberligisten 1. FC Paderborn an, den er in der Spielzeit 1980/81 zur Meisterschaft führte. Aufgrund der Einführung der eingleisigen 2. Bundesliga gab es jedoch keinen Aufstieg. Nach schwachen Ergebnissen zu Beginn der folgenden Spielzeit wurde er entlassen.
Brüggemann wechselte 1981 zum Fußball- und Leichtathletik-Verband Westfalen, bei dem er bis zum Übergang in den Ruhestand 2004 in der Talentförderung im Nachwuchsbereich tätig war. Zudem war er in der Ausbildung von Fußballtrainern bis zum Erreichen der A-Lizenz im Bereich des DFB sowie als „Entwicklungshelfer“ international tätig. 1997 bis 2005 war er Mitglied im Landesausschuss für Leistungssport des Landessportbundes Nordrhein-Westfalen.
Bereits zu seiner Zeit als Vereinstrainer verfasste Brüggemann verschiedene Bücher und Zeitschriftenbeiträge, die sich insbesondere dem Training und der Jugendarbeit im Fußball widmeten.

## Werke (Auswahl)
- Mein bester Freund, der Fußball (1980, ISBN 978-3-8068-5107-6)
- Fussball – mein Freizeitsport (mit Dirk Albrecht, 1983, ISBN 978-3-581-66451-9)
- Die TV – Fußballschule (1986, ISBN 978-3-8025-6147-4)
- Modernes Fußballtraining: Fußball-Handbuch 1 (mit Dirk Albrecht, 5. Auflage 2003, ISBN 978-3-7780-7005-5)
- Coaching: Fußball-Handbuch, Band 3 (2003, ISBN 978-3-7780-7060-4)